# 築巢似麴黴
築巢似麴黴（学名：Aspergillus nidulellus）为髮菌科麴菌屬下的一个种。

## 扩展阅读
- 維基物種上的相關：築巢似麴黴